# Jaroslav Raimund Vávra
Jaroslav Raimund Vávra (8. března 1902 Hradec Králové – 5. května 1990 Praha) byl český spisovatel a cestovatel, autor románů, reportáží a kulturně-historických prací z oblasti severní Afriky nebo z dějin řemesla a technických objevů.

## Život
Narodil se v rodině úředníka pojišťovny Aloise Vávry (1866–??) a jeho manželky Marie, rozené Beiglové (1878–??); rodiče byli oddáni v Hradci Králové, necelý měsíc před jeho narozením. Jeho mladším bratrem byl filmový režisér Otakar Vávra. Vystudoval reálku v Brně, absolvoval externě několik semestrů na lékařské fakultě a vyučil se zubním technikem. Od roku 1924 působil jako redaktor v pražských nakladatelstvích (Šolc a Šimáček, František Topič, František Borový, Josef Richard Vilímek a další), podílel se i na několika filmových scénářích (například Batalion režiséra Přemysla Pražského z roku 1927). Od roku 1936 patřil k okruhu Václavkova Bloku.
Ještě na studiích procestoval s otcem téměř celou Evropu. Roku 1931, 1937 a 1947 podnikl cestu do severní Afriky, roku 1956 navštívil Egypt, Sýrii a Libanon a roku 1969 Mongolsko.
V letech 1945–1973 pracoval v Československém filmu na Barrandově nejprve jako knihovník, poté ve Filmovém klubu, který založil, a konečně jako lektor. Roku 1947 podílel se na scénáři filmu svého bratra Krakatit.
Jako spisovatel napsal řadu beletristických, cestopisných a kulturně-historických knih o severní Africe a jejích původních berberských obyvatelích. Dalším okruhem jeho zájmu se stalo sklářství, technické objevy a život pražské meziválečné technické inteligence a umělecké společnosti.

## Dílo
- Láska Sáry Jensenové (1929), román .
- Petrolejáři (1930), román z anglo-americké petrolejové války v roce 1927 o sovětské naftové koncese (Sovětský svaz v té době nebyl ještě s to čerpat vlastními prostředky pro sebe všechno své bohatství nafty, a proto dočasně rozdělil právo těžby mezi Anglii, USA a Francii), přepracováno roku 1937 a znovu 1951.
- Ahmed má hlad (1935), román ze severní Afriky zachycující osudy domorodého chlapce, který prošel zkušenostmi francouzského dělníka a nezaměstnaného a nakonec se stal hrdinou protikoloniálního odboje.
- Země zadávená žízní (1939), cestopis o cestách po Sahaře, přepracováno roku 1946.
- Ohnivý samum (1940), román pro mládež pod pseudonymem J. R. Cekota.
- Děti naší doby (1940), román ze života pražské meziválečné technické inteligence a umělecké společnosti, úplná verze doplněná o události z nacistické okupace s názvem Zhasněte! vyšla roku 1946.
- Arabská otázka  (1940), hospodářské a politické stati.
- Jedné zlé noci a jiná dobrodružství (1941), povídky.
- Služebníci užiteční (1941) – pět volných kapitol okolo fotografování (vydal fotoateliér Ströminger k 15. výročí závodu, náklad 100 ks).
- Tuareg, poslední Mohykán pravěkého člověka saharského (1942), kulturně-historické pojednání.
- Prázdno mezi hvězdami (1944), román z prostředí sklářského průmyslu.
- Viděl jsem smrt (1945), román o záhadě brigy Marie Celesta.
- Posel úsvitu (1947), životopisný román o vynálezci Josefu Božkovi.
- Zastřená tvář Afriky (1948), cestopis.
- Tvrdá pěst Tuáregů (1950), román pro mládež ze severní Afriky založený na skutečné historické události z kmenových válek v centrální Sahaře (nájezd kmene Tuaregů proti arabskému kmeni Ša'anbů vyvolaný krevní mstou), přepracováno roku 1962.
- Huťmistr Rückl (1952), román z prostředí sklářských hutí napsaný s využitím deníkových zápisů šenovského skláře Františka Rückla ze 60. let 19. století.
- Africké cesty (1955), cestopis.
- Na březích Nilu (1958), kulturně-historické stati a cestopisné reportáže.
- Když kamení promluvilo (1962), kulturně-historické pojednání.
- Zde jsou lvi. Hic sunt leones (1964), cestopisné reportáže.
- Pět tisíc let sklářského díla (1953), naučná monografie.
- Případ skláře Egermanna (1975), historicko-životopisný román o osudech a díle Bedřicha Egermanna, objevitele barevného skla.